# Magnus Thorén
Johan Magnus Ingvar Thorén, född 10 maj 1975 i Gävle Heliga Trefaldighets församling i Gävleborgs län, är en svensk journalist, producent och programledare i radio och TV.
Thorén har verkat vid Finanstidningen, Dagens Industri och Sveriges Television innan han 2002 kom till Sveriges Radio, där han inom Ekoredaktionen var producent och programledare för aktualitetsprogrammet Studio Ett. 2021 blev han programledare för debattprogrammet Sverige möts på Sveriges Television, och har även lett Aktuellt. Den 30 januari 2023 meddelades det att han börjar arbeta på mediehuset Kvartal.
Thorén är son till lektorn och författaren Ingvar Thorén och adjunkten Margareta, ogift Modin. Han har tre barn.